# Es Cubells
Es Cubells ist ein Ort im Gemeindebezirk (Municipio) Sant Josep de sa Talaia auf der spanischen Baleareninsel Ibiza. 2011 lebten 891 Einwohner in der Streusiedlung an der Südküste der Insel.

## Sehenswürdigkeiten
- Kirche Mare de Déu del Carme (Unsere Liebe Frau auf dem Berge Karmel) aus dem 19. Jahrhundert, entstanden aus der Einsiedelei des Karmeliten Francisco Palau y Quer.

## Feste
- 16. Juli: Patronatsfest